# BMW E83
BMW E83 (eller BMW X3) är en SUV, tillverkad av den tyska biltillverkaren BMW mellan 2003 och 2010.
Första generationen X3 lanserades 2003. Den är BMW:s mindre bil i SUV-klassen och delar teknik med 3-Serien (E46), även det nuvarande motorprogrammet av raka fyror och sexor är till stor del gemensamt med den gamla E46:an. Precis som med X5:an kallas X3:an för SAV (istället för SUV) av BMW själva, vilket står för Sports Activity Vehicle. Huvudkonkurrenter till X3:an är mindre lyxsuvar som till exempel Lexus RX.
Under 2005 såldes 110 719 exemplar av bilen på världsmarknaden, vilket är aningen mer än försäljningen av den större X5. I Sverige var den märkets fjärde mest sålda bil samma år (efter 3-, 5- och 1-serien) med 529 nya registreringar, vilket dock var 40 procent mindre än året innan.
Bilen tillverkades i Österrike av Magna Steyr.

## Motor
| Modell   | Årsmodell | Motor                    | Cylindervolym | Effekt     | Bränslesystem           |
| -------- | --------- | ------------------------ | ------------- | ---------- | ----------------------- |
| X3 3.0i  | 2004-06   | M54: 6-cyl radmotor DOHC | 2979 cm³      | 231 hk     | Bränsleinsprutning      |
| X3 3.0d  | 2004-10   | M57: 6-cyl radmotor DOHC | 2993 cm³      | 204-218 hk | Common rail turbodiesel |
| X3 2.0d  | 2005-07   | M47: 4-cyl radmotor DOHC | 1995 cm³      | 150 hk     | Common rail turbodiesel |
| X3 2.5i  | 2005-06   | M54: 6-cyl radmotor DOHC | 2494 cm³      | 192 hk     | Bränsleinsprutning      |
| X3 2.0i  | 2006-10   | N46: 4-cyl radmotor DOHC | 1995 cm³      | 150 hk     | Bränsleinsprutning      |
| X3 2.5si | 2007-10   | N52: 6-cyl radmotor DOHC | 2497 cm³      | 218 hk     | Bränsleinsprutning      |
| X3 3.0si | 2007-10   | N52: 6-cyl radmotor DOHC | 2996 cm³      | 272 hk     | Bränsleinsprutning      |
| X3 3.0sd | 2007-10   | M57: 6-cyl radmotor DOHC | 2993 cm³      | 286 hk     | Common rail turbodiesel |
| X3 2.0d  | 2008-10   | N47: 4-cyl radmotor DOHC | 1995 cm³      | 177 hk     | Common rail turbodiesel |
| X3 1.8d  | 2010      | N47: 4-cyl radmotor DOHC | 1995 cm³      | 143 hk     | Common rail turbodiesel |